# Mancenans-Lizerne
Mancenans-Lizerne ist eine französische Gemeinde mit 184 Einwohnern (Stand: 1. Januar 2022) im Département Doubs in der Region Bourgogne-Franche-Comté.

## Geographie
Mancenans-Lizerne liegt auf 720 m, zwei Kilometer nordwestlich von Maîche und etwa 30 Kilometer südlich der Stadt Montbéliard (Luftlinie). Das Dorf erstreckt sich im Jura, auf einer Geländeterrasse am Rand des Hochplateaus von Maîche, über dem tief eingeschnittenen Tal des Dessoubre. Das Gemeindegebiet gehört zum Regionalen Naturpark Doubs-Horloger.
Die Fläche des 6,09 km² großen Gemeindegebiets umfasst einen Abschnitt des französischen Juras. Der Hauptteil des Gebietes wird von den Geländeterrassen von Mancenans und Lizerne eingenommen, die auf rund 720 m liegen. Sie werden durch den Taleinschnitt eines Seitenbaches des Dessoubre voneinander getrennt. Unterhalb des Dorfes senkt sich dieses Tal rasch ins Gelände ein und bildet danach eine tiefe Erosionsrinne (Vallée du Waroly), die sich zum Dessoubre hin öffnet. Nach Südosten reicht das Gemeindeareal bis auf den Hügel des Vieux-Château (837 m), den Burghügel von Maîche. Im Süden erstreckt sich das Gebiet die Hänge des Faux Verger hinauf, an dem mit 920 m die höchste Erhebung von Mancenans-Lizerne erreicht wird.
Die Gemeinde besteht aus den beiden Ortsteilen Mancenans (720 m) am Nordwesthang des Vieux-Château und La Lizerne (740 m) auf einer Terrasse nördlich des Faux Verger. Nachbargemeinden von Mancenans-Lizerne sind Les Bréseux im Norden, Maîche im Osten und Süden sowie Mont-de-Vougney und Orgeans-Blanchefontaine im Westen.

## Geschichte
Im Mittelalter gehörten Mancenans und La Lizerne zum Herrschaftsgebiet von Maîche. Zusammen mit der Franche-Comté gelangten die Dörfer mit dem Frieden von Nimwegen 1678 an Frankreich. Seit der Zeit der Französischen Revolution bildeten Mancenans und La Lizerne eine Gemeinde mit dem Namen Mancenans. Erst 1922 wurde die Gemeinde offiziell zur besseren Unterscheidbarkeit von Mancenans in Mancenans-Lizerne umbenannt.

### Bevölkerungsentwicklung
| Jahr                       | 1962 | 1968 | 1975 | 1982 | 1990 | 1999 | 2008 | 2019 |
| Einwohner                  | 113  | 98   | 96   | 131  | 131  | 152  | 165  | 193  |
| Quellen: Cassini und INSEE |      |      |      |      |      |      |      |      |

Mit 184 Einwohnern (Stand 1. Januar 2022) gehört Mancenans-Lizerne zu den kleinen Gemeinden des Départements Doubs. Nachdem die Einwohnerzahl in der ersten Hälfte des 20. Jahrhunderts deutlich abgenommen hatte (1896 wurden noch 181 Personen gezählt), wurde seit Mitte der 1970er Jahre wieder ein leichtes Bevölkerungswachstum verzeichnet.

## Wirtschaft und Infrastruktur
Mancenans-Lizerne war bis weit ins 20. Jahrhundert hinein ein vorwiegend durch die Landwirtschaft (Viehzucht und Milchwirtschaft, etwas Ackerbau) geprägtes Dorf. Noch heute leben die Bewohner zur Hauptsache von der Tätigkeit im ersten Sektor. Außerhalb des primären Sektors gibt es nur wenige Arbeitsplätze im Dorf. Einige Erwerbstätige sind auch Wegpendler, die in den umliegenden größeren Ortschaften ihrer Arbeit nachgehen.
Die Ortschaft liegt abseits der größeren Durchgangsstraßen, kann aber von Maîche leicht erreicht werden. Weitere Straßenverbindungen bestehen mit Vaucluse, Mont-de-Vougney und Les Bréseux.

## Sehenswürdigkeiten
Das Château de l’Hermitage, das 1626 erbaut wurde und bis zur Französischen Revolution den Karmeliten gehörte, befindet sich oberhalb eines steil zum Dessoubre-Tal abfallenden Felsens. Von 1633 stammt die gotische Schlosskapelle. Château und Kapelle sind in privatem Besitz und werden hermetisch von der Außenwelt abgeschottet.

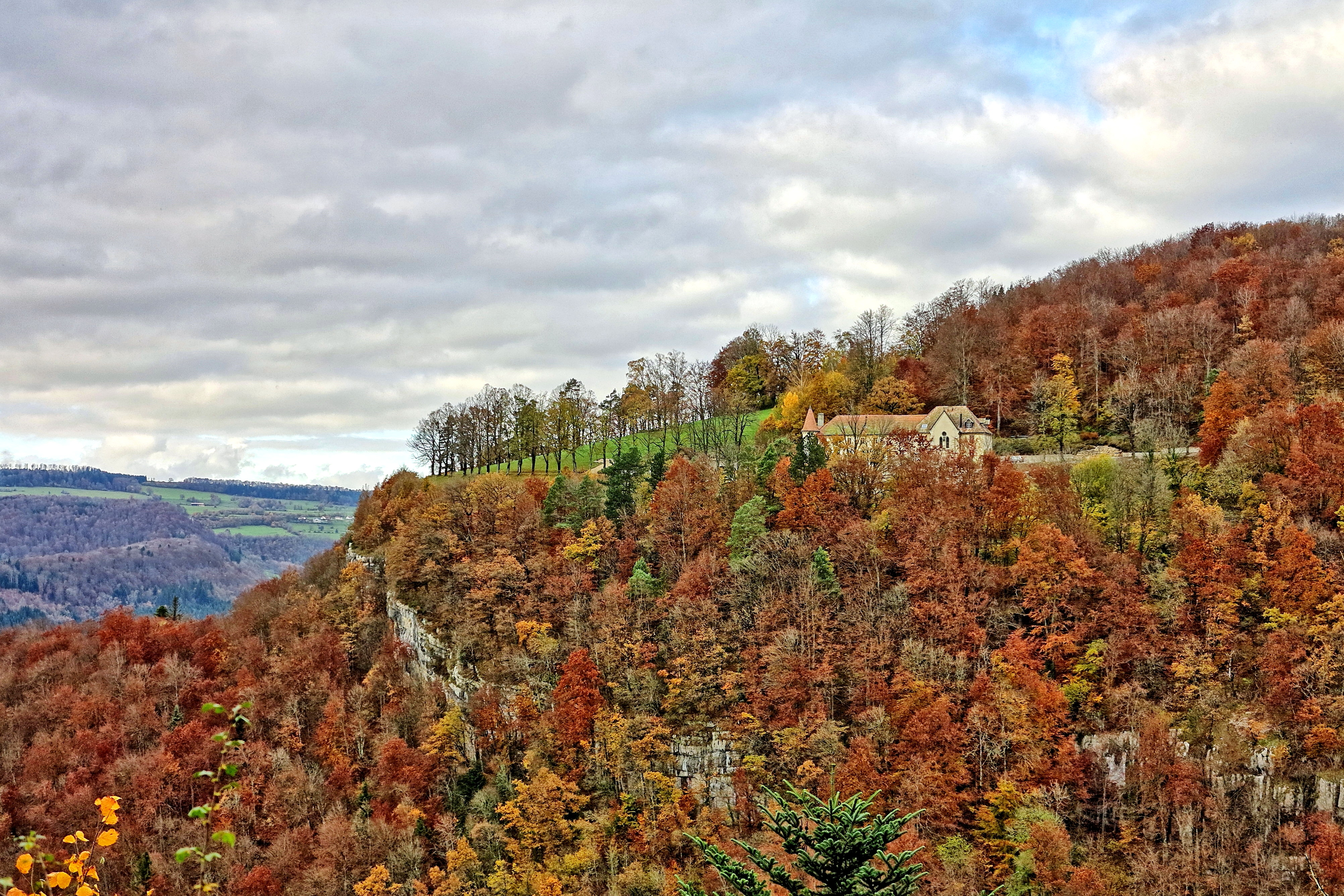
Château de l’Hermitage